# Macumada tergiplagatula
Macumada tergiplagatula är en insektsart som först beskrevs av Jacobi 1917.  Macumada tergiplagatula ingår i släktet Macumada och familjen dvärgstritar. Inga underarter finns listade i Catalogue of Life.